# Thysanostomatidae
Thysanostomatidae es una familia de medusas del orden Rhizostomeae.

## Géneros
Según el ITIS:
- Thysanostoma L. Agassiz, 1862